# Laurent Smaniotto
Laurent Smaniotto est un tireur sportif italien.

## Palmarès
Laurent Smaniotto a remporté l'épreuve Vetterli Original aux championnats du monde MLAIC 1996 à Warwick